# Dactyloceras widenmanni
Dactyloceras widenmanni is een vlinder uit de familie herfstspinners (Brahmaeidae). De wetenschappelijke naam is voor het eerst geldig gepubliceerd in 1895 door Ferdinand Karsch.
De soort komt voor in het Afrotropisch gebied.